# Negar Bouban
 (septembre 2023).
La mise en forme du texte ne suit pas les recommandations de Wikipédia : il faut le « wikifier ».
Les points d'amélioration suivants sont les cas les plus fréquents. Le détail des points à revoir est peut-être précisé sur la page de discussion.
- Les titres sont pré-formatés par le logiciel. Ils ne sont ni en capitales, ni en gras.
- Le texte ne doit pas être écrit en capitales (les noms de famille non plus), ni en gras, ni en italique, ni en « petit »…
- Le gras n'est utilisé que pour surligner le titre de l'article dans l'introduction, une seule fois.
- L'italique est rarement utilisé : mots en langue étrangère, titres d'œuvres, noms de bateaux, etc.
- Les citations ne sont pas en italique mais en corps de texte normal. Elles sont entourées par des guillemets français : « et ».
- Les listes à puces sont à éviter, des paragraphes rédigés étant largement préférés. Les tableaux sont à réserver à la présentation de données structurées (résultats, etc.).
- Les appels de note de bas de page (petits chiffres en exposant, introduits par l'outil «  Source ») sont à placer entre la fin de phrase et le point final[comme ça].
- Les liens internes (vers d'autres articles de Wikipédia) sont à choisir avec parcimonie. Créez des liens vers des articles approfondissant le sujet. Les termes génériques sans rapport avec le sujet sont à éviter, ainsi que les répétitions de liens vers un même terme.
- Les liens externes sont à placer uniquement dans une section « Liens externes », à la fin de l'article. Ces liens sont à choisir avec parcimonie suivant les règles définies. Si un lien sert de source à l'article, son insertion dans le texte est à faire par les notes de bas de page.
- La présentation des références doit suivre les conventions bibliographiques. Il est recommandé d'utiliser les modèles {{Ouvrage}}, {{Chapitre}}, {{Article}}, {{Lien web}} et/ou {{Bibliographie}}. Le mode d'édition visuel peut mettre en forme automatiquement les références.
- Insérer une infobox (cadre d'informations à droite) n'est pas obligatoire pour parachever la mise en page.

Pour une aide détaillée, merci de consulter Aide:Wikification.
Si vous pensez que ces points ont été résolus, vous pouvez retirer ce bandeau et améliorer la mise en forme d'un autre article.
Negar Bouban (en persan : نگار بوبان, également translittéré Negâr Boubân ou Negar Buban), née à Téhéran en Iran en 1973, est une joueuse iranienne d'oud et de barbat. Elle a été l'élève de Mansour Nariman, surtout connue pour jouer de la musique traditionnelle iranienne, des accompagnements et des œuvres d'improvisation,,,,,,,,.

## Biographie
Negar Bouban a été membre de la résidence internationale Music OMI 2012 à New-York et a également travaillé comme professeure de musique, historienne de la musique et autrice. Elle est professeure adjointe au département de musique de l'Université islamique Azad, branche de Shiraz.
Bouban est née au Kurdistan et a grandi à Téhéran. À huit ans, elle jouait déjà du santur, puis elle s'est spécialisée à l'Oud. Elle a passé ses années d'études au lycée Farzanegan à Téhéran et y a obtenu un diplôme en architecture. Durant ses études, elle a particulièrement étudié l’acoustique, notamment à l'acoustique des salles de concerts en rapport à la musique iranienne. Son sujet de mémoire a constitué en l'élaboration  d'un plan-projet pour le Conservatoire de musique de Téhéran. En 2009, Negar Bouban a obtenu un doctorat en recherche artistique de l'Université Al-Zahra. Le titre de sa thèse est « Le fondement commun du rythme dans la musique instrumentale iranienne et la langue persane ». Elle a été supervisée par Omid Tabibzadeh et conseillée par Hossein Alizadeh et Zahra Rahbarnia. Elle porte sur la relation entre le poids de la langue persane officielle et la musique traditionnelle.
Elle a été l'une des interprètes lors du festival Female Voice of Iran Festival"(2017) du Hesardastan Band où elle était accompagnée d'"Ehsan Zabihifar" au Kamanche et de Solmaz Badri chanteuse.

## Œuvres
- A Tale, Foretold (2016)
- Through (2012)
- Dar Gozar (2012)
- In Turn (2011)
- When There is More Beauty in the Contrary (2011)
- Be Hangam (2011)
- Fever (2011)
- Showqname (2010)
- Sarkhâne (2010)
- Continu (2008)
- Payaapey (2008)
- Charm of Tombak (2008)
- Az khiyal-e kopachinha-ye Alborz (2004)
- Shivang (2003)
- Goshayesh (2002)